# Operatori di telefonia mobile in America
Questo è un elenco di tutti i gestori di telefonia mobile in America, con il rispettivo numero di utenze.

## Anguilla
| Posizione | Operatore | Tecnologia                                  | Abbonati (in milioni)  | Proprietario/i |
| --------- | --------- | ------------------------------------------- | ---------------------- | -------------- |
| 1         | FLOW      | GSM-850 850 MHz UMTS, HSPA+ LTE 700 MHz LTE | Non ancora disponibile | Liberty Global |
| 2         | Digicel   | GSM-1900 850/1900 MHz UMTS, HSPA+           | Non ancora disponibile | Digicel (100%) |
| 3         | Weblinks  | GSM-850                                     | Non ancora disponibile | Weblinks       |

## Antigua e Barbuda
| Posizione | Operatore | Tecnologia                                               | Abbonati (in milioni)  | Proprietario/i                     |
| --------- | --------- | -------------------------------------------------------- | ---------------------- | ---------------------------------- |
| 1         | Digicel   | GSM-900 MHz 2100 MHz UMTS, HSPA+ 700 MHz LTE             | 0.062 (settembre 2015) | Digicel                            |
| 2         | FLOW      | GSM-850 MHz (GPRS, EDGE) UMTS, HSPA+ 1700 MHz LTE Band 4 | Non ancora disponibile | Liberty Global                     |
| 3         | APUA      | GSM-850 MHz                                              | Non ancora disponibile | Antigua Public Utilities Authority |

## Argentina
| Posizione                         | Operatore                            | Tecnologia                                                                               | Abbonati (in milioni) | Proprietario/i       |
| --------------------------------- | ------------------------------------ | ---------------------------------------------------------------------------------------- | --------------------- | -------------------- |
| 1                                 | Claro                                | GSM-850/1900 (GPRS, EDGE) 850/1900 MHz UMTS, HSDPA, HSPA+ 1700(B4) / 700(B28) MHz LTE    | 22.8 (dicembre 2015)  | América Móvil (100%) |
| 2                                 | Movistar                             | GSM-850/1900 (GPRS, EDGE) 1900 MHz UMTS, HSDPA, HSPA+ 1700 MHz LTE                       | 20.8 (dicembre 2016)  | Telefónica (100%)    |
| 3                                 | Personal                             | GSM-1900 (GPRS, EDGE) 1900 MHz UMTS, HSDPA, HSPA+ 2600(B7) / 1700(B4) / 700(B28) MHz LTE | 19.7 (dicembre 2015)  | Telecom Argentina    |
| Operatore virtuali di rete mobile |                                      |                                                                                          |                       |                      |
| 4                                 | Tuenti (usando la rete di Movistar)  |                                                                                          | 0.040 (novembre 2014) | Telefónica (100%)    |
| 5                                 | Nuestro (usando la rete di Personal) |                                                                                          |                       | FECOSUR              |

## Aruba
| Posizione | Operatore | Tecnologia                                                 | Abbonati (in milioni)  | Proprietario/i                             |
| --------- | --------- | ---------------------------------------------------------- | ---------------------- | ------------------------------------------ |
| 1         | Digicel   | CdmaOne GSM-900/1800 2100 MHz UMTS, HSPA+                  | Non ancora disponibile | Digicel                                    |
| 2         | MIO       | CDMA 2000, EV-DO                                           | Non ancora disponibile | DTH Television and telecommunications N.V. |
| 3         | SetarNV   | GSM-900 (GPRS, EDGE) 850/2100 MHz UMTS, HSPA+ 1800 MHz LTE | Non ancora disponibile | Setar N.V.                                 |

## Bahamas
| Posizione | Operatore | Tecnologia                                                | Abbonati (in milioni) | Proprietario/i                                             |
| --------- | --------- | --------------------------------------------------------- | --------------------- | ---------------------------------------------------------- |
| 1         | BTC       | GSM-850/1900 (GPRS, EDGE) 850 MHz UMTS, HSPA+ 700 MHz LTE | 0.31 (marzo 2017)     | Liberty Global (49% di proprietà, 51% di diritti di voto), |
| 2         | Aliv      | 850/1900 MHz UMTS, HSPA+ 700/1900/2100 MHz LTE            | 0.15 (giugno 2019)    | Cable Bahamas Government of the Bahamas                    |

## Barbados
| Posizione | Operatore      | Tecnologia                                        | Abbonati (in milioni)  | Proprietario/i                 |
| --------- | -------------- | ------------------------------------------------- | ---------------------- | ------------------------------ |
| 1         | FLOW           | GSM-1900 UMTS, HSPA+ LTE                          | 0.13 (marzo 2017)      | Liberty Global (81%)           |
| 2         | Digicel        | CdmaOne GSM 900/1800 MHz 2100 MHz UMTS, HSPA+ LTE | Non ancora disponibile | Digicel (75)%                  |
| 3         | Sunbeach       | CdmaOne                                           | Non ancora disponibile | Telecom Holdings Ltd.          |
| 4         | Ozone Wireless | LTE - 700 MHz(Band-13)                            | Non ancora disponibile | Ozone Wireless (Barbados) Ltd. |

## Belize
| Posizione | Operatore | Tecnologia                                                                       | Abbonati (in milioni) | Proprietario/i           |
| --------- | --------- | -------------------------------------------------------------------------------- | --------------------- | ------------------------ |
| 1         | DigiCell  | GSM-850, 1900 (GPRS, EDGE) 850 , 1900 MHz UMTS, HSPA+ LTE- Band 2(1900), 17(700) | 0.120 (giugno 2007)   | Belize Telemedia Limited |
| 2         | Smart     | CdmaOne CDMA2000 1x, CDMA2000 EV-DO, LTE                                         | 0.025 (dicembre 2005) | Speednet                 |

## Bermuda
| Posizione | Operatore | Tecnologia                                             | Abbonati (in milioni)  | Proprietario/i                     |
| --------- | --------- | ------------------------------------------------------ | ---------------------- | ---------------------------------- |
| 1         | Cell One  | CdmaOne CDMA2000 1xRTT, EV-DO GSM-1900 UMTS, HSPA+ LTE | Non ancora disponibile | Bermuda Digital Communications Ltd |
| 2         | Digicel   | GSM-1900 850 MHz UMTS, HSPA+ 1900 MHz LTE              | Non ancora disponibile | Digicel                            |

## Bolivia
| Posizione | Operatore | Tecnologia                                            | Abbonati (in milioni) | Proprietario/i                                                                                               |
| --------- | --------- | ----------------------------------------------------- | --------------------- | --- |
| 1         | Entel     | GSM-1900 (GPRS, EDGE) 850 MHz UMTS, HSPA+ 700 MHz LTE | 5.0 (dicembre 2015)   | Entel SA (Governo boliviano)                                                                                 |
| 2         | Tigo      | D-AMPS GSM-850 (GPRS, EDGE) 850 MHz UMTS, HSDPA LTE   | 3.0 (giugno 2017)     | Millicom (100%)                                                                                              |
| 3         | Viva      | GSM-1900 (GPRS, EDGE) 850 MHz UMTS                    | 2.2 (dicembre 2016)   | Trilogy International Partners (71.5%), Cooperativa Mixta de Telecomunicaciones Cochabamba (Comteco) (28.5%) |

## Bonaire
| Posizione | Operatore                       | Tecnologia                                             | Abbonati (in milioni)  | Proprietario/i                     |
| --------- | ------------------------------- | ------------------------------------------------------ | ---------------------- | ---------------------------------- |
| 1         | Digicel (precedentemente TELBO) | GSM-900/1800 MHz (GPRS, EDGE) UMTS, HSPA+ 1800 MHz LTE | Non ancora disponibile | Digicel                            |
| 2         | CHIPPIE                         | GSM UMTS, HSDPA 1800 MHz LTE                           | Non ancora disponibile | United Telecommunications Services |

## Brasile
| Posizione                         | Operatore                                                              | Tecnologia | Abbonati (in milioni) | Proprietario/i            |
| --------------------------------- | ---------------------------------------------------------------------- | --- | --------------------- | ------------------------- |
| 1                                 | Vivo                                                                   | GSM-850/900/1800 (GPRS, EDGE) 850/2100 MHz UMTS, HSDPA, HSPA+ 700/1800/2600 MHz LTE LTE-ADVANCED-PRO (4.5G) 450 MHz LTE-M               | 73.6 (novembre 2018)  | Telefónica (73.68%)       |
| 2                                 | Claro                                                                  | GSM-850/1800 (GPRS, EDGE) 850/2100 MHz UMTS, HSDPA, HSPA+ 700/1800/2600 MHz LTE LTE-ADVANCED-PRO (4.5G)                                 | 58.8 (novembre 2018)  | América Móvil (97.7%)     |
| 3                                 | TIM                                                                    | GSM-850/1800 (GPRS, EDGE) 850/900/2100 MHz UMTS, HSDPA, HSPA+ 700/850/1800/2100/2600 MHz LTE LTE-ADVANCED (4G+) 450 MHz LTE-M           | 56 (novembre 2018)    | Telecom Italia (67%)      |
| 4                                 | Oi                                                                     | GSM-1800 (GPRS, EDGE) 2100 MHz UMTS, HSDPA, HSPA+ 1800/2100/2600 MHz LTE LTE-ADVANCED (4G+) 450 MHz LTE-M                               | 37.4 (novembre 2018)  | Flottante (76.36%)        |
| 5                                 | NextelDovrà unirsi con Claro (Solo in SP, RJ e DF)                     | 2100 MHz UMTS, HSDPA, HSPA+ 1800/2100 MHz LTE (effettua roaming su Vivo dove non c'è copertura Nextel)                                  | 3.2 (novembre 2018)   | NII Holdings              |
| 6                                 | Algar Telecom (Alcune aree di GO, MG, MS e SP)                         | GSM-900/1800 (GPRS, EDGE) 2100 MHz UMTS, HSDPA, HSPA+ 700/1800 MHz LTE (effettua roaming su SurfTelecom quando non c'è copertura Algar) | 1.3 (novembre 2018)   | Grupo Algar               |
| 7                                 | Sercomtel (Alcune aree di PR)                                          | GSM-900/1800 850 MHz UMTS, HSDPA | 0.06 (luglio 2018)    | Città di Londrina, Copel  |
| 8                                 | SurfTelecom                                                            | 2600 MHz TDD-LTE (São Paulo City only) SurfTelecom è anche un MVNO che utilizza la rete TIM                                             | Non disponibile       | EUTV                      |
| 9                                 | Sky Brasil                                                             | 2600 MHz TDD-LTE Sky è una società a banda larga fissa che utilizza reti LTE                                                            | Non disponibile       | Sky Brasil, AT&T          |
| Operatore virtuali di rete mobile |                                                                        | |                       |                           |
| 10                                | Correios Celular (utilizza SurfTelecom)                                | Stessa tabella di frequenza di Surf Telecom                                                                                             | Non disponibile       | Correios                  |
| 11                                | Mais AD (utilizza Vivo and SISTEER Telecomunicações)                   | Stessa tabella di frequenza di Vivo | Non disponibile       | Assembleias de Deus       |
| 12                                | veek (utilizza SurfTelecom)                                            | Stessa tabella di frequenza di Surf Telecom                                                                                             | Non disponibile       | Lanis Redes e Consultoria |
| 13                                | ARQIA (utilizza TIM and Datora Mobile - Only M2M and mobile broadband) | Stessa tabella di frequenza di TIM | Non disponibile       | Vodafone Group            |
| 14                                | J. Safra Telecomunicações (utilizza Claro)                             | Stessa tabella di frequenza di Claro | Non disponibile       | Safra Group               |
| 15                                | MAGA+ (utilizza SurfTelecom)                                           | Stessa tabella di frequenza di SurfTelecom                                                                                              | Non disponibile       | Magazine Luiza            |
| 16                                | Eseye (utilizza SurfTelecom)                                           | Stessa tabella di frequenza di SurfTelecom                                                                                              | Non disponibile       | Eseye Limited             |
| 17                                | Gospelcel (utilizza SurfTelecom)                                       | Stessa tabella di frequenza di SurfTelecom                                                                                              | Non disponibile       | Gospelcel                 |

## Canada
| Posizione | Operatore                           | Tecnologia | Abbonati (in milioni) | Proprietario/i        |
| --------- | ----------------------------------- | --- | --------------------- | --------------------- |
| 1         | Rogers include Fido e Chatr         | GSM-850/1900 (GPRS, EDGE) 850/1900 MHz UMTS, HSPA, HSPA+ 700(12-13-17)/1700(4)/2600(7) MHz LTE, LTE-A         | 10.708 (Q2 2019)      | Rogers Communications |
| 2         | Bell include MTS e Virgin Mobile    | UMTS, HSPA, DC-HSPA+ 700(12-13-17-29)/850(5)/1900(2)/1700(4)/2600(7) MHz LTE, LTE-A                           | 9.610 (Q1 2018)       | Bell Canada           |
| 3         | Telus Include Koodo e Public Mobile | UMTS, HSPA, DC-HSPA+ 700(12-13-17-29)/850(5)/1900(2)/1700(4)/2600(7) MHz LTE, LTE-A                           | 9.700 (Q4 2018)       | Telus                 |
| 4         | Freedom Mobile                      | 1700/2100(4) MHz(AWS) UMTS, HSPA, DC-HSPA+, LTE 1700/2100(66) MHz(AWS-3), 1900/2100 MHz(AWS-1), 2500 MHz LTE, | 1.300 (Q4 2016)       | Shaw Communications   |
| 5         | Vidéotron                           | 1700 MHz UMTS, HSPA, DC-HSPA+ 700/1700 MHz LTE                                                                | 1.05 (Q1 2016)        | Quebecor              |
| 6         | SaskTel                             | 850/1900 MHz UMTS, HSPA, DC-HSPA+ 1700 MHz LTE                                                                | 0.618 (Q1 2016)       | SaskTel               |
| 7         | TNW Wireless                        | 850 MHz UMTS, HSPA, HSPA+ 850 MHz                                                                             | N/A (Q1 2017)         | TNW Wireless Inc.     |

## Cile
| Posizione                         | Operatore                                                                                              | Tecnologia | Abbonati (in milioni) | Proprietario/i              |
| --------------------------------- | --- | --- | --------------------- | --------------------------- |
| 1                                 | Entel                                                                                                  | GSM-1900 (GPRS, EDGE) 900/1900 MHz UMTS, HSDPA, DC-HSPA+ 700(28)/1900(2)/2600(7) MHz LTE-FDD, LTE-A                                                                                                 | 7.90 (marzo 2019)     | Almendral Group             |
| 2                                 | Movistar (precedentemente Telefónica Móvil) - Include la precedente compagnia telefonica di Bellsouth. | Precedentemente: D-AMPS GSM-850/1900 (GPRS, EDGE) 850/1900 MHz UMTS, HSDPA, DC-HSPA+ 700(28)/2600(7) MHz LTE-FDD, 2600(38) MHz LTE-TDD, LTE-A                                                       | 7.10 (marzo 2019)     | Telefónica (100%)           |
| 3                                 | Claro (precedentemente Smartcom)                                                                       | Precedentemente: CdmaOne, CDMA2000 1x, CDMA2000 EV-DO GSM-850/1900 (GPRS, EDGE) 850/1900 MHz UMTS, HSDPA, DC-HSPA+ 700(28)/1900(2)/2600(7) MHz LTE-FDD, LTE-A                                       | 6.08 (marzo 2019)     | América Móvil (100%)        |
| 4                                 | WOM (precedentemente Nextel)                                                                           | Precedentemente: iDEN 800 MHz 1700/2100(AWS)/ 700(28) MHz UMTS, HSDPA, DC-HSPA+, LTE - Effettua roaming su Movistar e Claro usando le tecnologie 2G e 3G dove la sua rete nativa non è disponibile. | 4.12 (marzo 2019)     | Novator                     |
| Operatore virtuali di rete mobile | | |                       |                             |
| 5                                 | VTR Móvil (utilizza Movistar)                                                                          | 1700/2100 MHz (AWS) MHz UMTS, HSDPA, DC-HSPA+ - La rete nativa è chiusa dal 2013. I servizi mobili sono forniti esclusivamente attraverso la rete Movistar.                                         | 0.259 (marzo 2019)    | Liberty Global (100%)       |
| 6                                 | Virgin Mobile (utilizza Movistar)                                                                      | | 0.214 (marzo 2019)    | Virgin Mobile Latin America |
| 7                                 | Simple (utilizza Movistar)                                                                             | | 0.0303 (marzo 2019)   | Simple SpA                  |
| 8                                 | Telsur/GTD Móvil (utilizza Movistar)                                                                   | | 0.00836 (marzo 2019)  | Grupo GTD                   |
| 9                                 | Netline (utilizza Movistar)                                                                            | | 0.0003 (marzo 2019)   | Netline                     |

## Colombia
| Posizione                         | Operatore                         | Tecnologia                                                                       | Abbonati (in milioni) | Proprietario/i                                   |
| --------------------------------- | --------------------------------- | -------------------------------------------------------------------------------- | --------------------- | ------------------------------------------------ |
| 1                                 | Claro                             | GSM-850 (GPRS, EDGE) 1900 MHz UMTS, HSDPA, HSPA+ 2600 MHz LTE                    | 30 (marzo 2019)       | América Móvil (99.4%)                            |
| 2                                 | Movistar                          | GSM-850 (GPRS, EDGE) 850 MHz UMTS, HSDPA, HSPA+ 1700 MHz LTE                     | 16 (marzo 2019)       | Telefónica (67.5%), Colombian Government (32.5%) |
| 3                                 | Tigo                              | GSM-1900 (GPRS, EDGE) 1900 MHz UMTS, HSDPA, HSPA+ 1700 MHz LTE                   | 12 (marzo 2019)       | Millicom (50% + 1 Share), EPM and ETB            |
| 4                                 | Avantel                           | GSM-850-1900 (GPRS, EDGE) 1900 MHz UMTS, HSDPA, HSPA+ 1900 MHz iDEN 1700 MHz LTE | 2.3 (marzo 2019)      | Avantel                                          |
| Operatore virtuali di rete mobile |                                   |                                                                                  |                       |                                                  |
| 5                                 | Virgin Mobile (utilizza Movistar) | GSM-850 (GPRS, EDGE) 850 MHz UMTS, HSDPA, HSPA+ 1700 MHz LTE                     | 2.7 (marzo 2019)      | Virgin Mobile                                    |
| 6                                 | Móvil Éxito (utilizza Tigo)       | GSM-1900 (GPRS, EDGE) 1900 MHz UMTS, HSDPA, HSPA+                                | 1.5 (marzo 2019)      | Grupo Éxito                                      |
| 7                                 | Flash Móvil(utilizza Tigo)        | GSM (GPRS, EDGE) UMTS, HSDPA                                                     | 0.63 (marzo 2019)     |                                                  |
| 8                                 | ETB (utilizza Tigo)               | GSM (GPRS, EDGE) UMTS, HSDPA LTE                                                 | 0.44 (marzo 2019)     | ETB                                              |
| 9                                 | Suma Móvil (utilizza Tigo)        | GSM (GPRS, EDGE) UMTS, HSDPA, HSPA+ 2600 MHz LTE                                 | 0.0034 (marzo 2019)   |                                                  |

## Costa Rica
| Posizione                         | Operatore                   | Tecnologia                                                  | Abbonati (in milioni) | Proprietario/i                          |
| --------------------------------- | --------------------------- | ----------------------------------------------------------- | --------------------- | --------------------------------------- |
| 1                                 | Kölbi                       | GSM-1800 (GPRS, EDGE) 850 MHz UMTS, HSDPA 2600 MHz LTE      | 4.33                  | Instituto Costarricense de Electricidad |
| 2                                 | Movistar                    | GSM-1800 (GPRS, EDGE) 850/2100 MHz UMTS, HSDPA 1800 MHz LTE | 1.42                  | Telefónica (100%)                       |
| 3                                 | Claro                       | GSM-1800 (GPRS, EDGE) 2100 MHz UMTS, HSPA+ 1800 MHz LTE     | 1.13                  | América Móvil (100%)                    |
| Operatore virtuali di rete mobile |                             |                                                             |                       |                                         |
| 4                                 | Tuyo Móvil (utilizza Kölbi) | GSM (GPRS, EDGE) UMTS, HSDPA                                | 0.14                  | Televisora de Costa Rica S.A.           |
| 5                                 | Fullmóvil (utilizza Kölbi)  | GSM (GPRS, EDGE) UMTS, HSDPA                                | 0.03                  | Virtualis                               |

## Cuba
| Posizione | Operatore | Tecnologia                                                 | Abbonati (in milioni)  | Proprietario/i |
| --------- | --------- | ---------------------------------------------------------- | ---------------------- | -------------- |
| 1         | Cubacel   | GSM-850/900 MHz ( GPRS, EDGE ) 2100 MHz UMTS, HSDPA, HSUPA | Non ancora disponibile | ETECSA         |

## Curaçao
| Posizione | Operatore | Tecnologia                                | Abbonati (in milioni)  | Proprietario/i                     |
| --------- | --------- | ----------------------------------------- | ---------------------- | ---------------------------------- |
| 1         | Digicel   | GSM-900/1800/1900 UMTS, HSPA+ LTE         | Non ancora disponibile | Digicel                            |
| 2         | CHIPPIE   | GSM-900 2100 MHz UMTS, HSDPA 1800 MHz LTE | Non ancora disponibile | United Telecommunications Services |

## Dominica
| Posizione | Operatore | Tecnologia                           | Abbonati (in milioni)  | Proprietario/i |
| --------- | --------- | ------------------------------------ | ---------------------- | -------------- |
| 1         | Digicel   | GSM-900 MHz 1900 MHz UMTS, HSPA+ LTE | Non ancora disponibile | Digicel        |
| 2         | FLOW      | GSM-900 MHz 850 MHz UMTS, HSPA+ LTE  | Non ancora disponibile | Liberty Global |

## Ecuador
| Posizione                         | Operatore                          | Tecnologia                                                            | Abbonati (in milioni) | Proprietario/i                                    |
| --------------------------------- | ---------------------------------- | --------------------------------------------------------------------- | --------------------- | ------------------------------------------------- |
| 1                                 | Claro                              | GSM-850 (GPRS, EDGE) 850 MHz UMTS, HSPA+ 1700 MHz LTE                 | 8.6 (settembre 2017)  | América Móvil (100%)                              |
| 2                                 | Movistar                           | GSM-850 (GPRS, EDGE) 850 MHz UMTS, HSPA+ 1900 MHz LTE                 | 4.54 (dicembre 2016)  | Telefónica (100%)                                 |
| 3                                 | CNT                                | CdmaOne CDMA2000 1x, CDMA2000 EV-DO GSM-1900 UMTS, HSPA+ 1700 MHz LTE | 0.723 (Q1 2015)       | Corporación Nacional de Telecomunicaciones CNT EP |
| Operatore virtuali di rete mobile |                                    |                                                                       |                       |                                                   |
| 4                                 | Tuenti (utilizza Movistar network) |                                                                       |                       | Tuenti Ecuador                                    |

## El Salvador
| Posizione | Operatore | Tecnologia                                                         | Abbonati (in milioni)  | Proprietario/i                                           |
| --------- | --------- | ------------------------------------------------------------------ | ---------------------- | -------------------------------------------------------- |
| 1         | Tigo      | D-AMPS GSM-850/1900 (GPRS, EDGE) 850 MHz UMTS, HSPA+ 850 MHz LTE   | 3.3 (giugno 2017)      | Millicom (100%)                                          |
| 2         | Claro     | GSM-850 (GPRS, EDGE) 850/1900 MHz UMTS, HSPA+                      | 1.426 (giugno 2007)    | América Móvil (95.8%)                                    |
| 3         | Movistar  | CdmaOne GSM-850 (GPRS, EDGE) 850/1900 MHz UMTS, HSDPA 1900 MHz LTE | 0.847 (dicembre 2006)  | Telefónica (59.58%), Corporación Multi Inversiones (40%) |
| 4         | Digicel   | 900 MHz GSM (GPRS, EDGE) 900 MHz UMTS, HSDPA, HSPA+                | 1.0 (giugno 2015)      | Digicel                                                  |
| 5         | RED       | iDEN                                                               | Non ancora disponibile | Intelfon                                                 |

## Giamaica
| Posizione | Operatore    | Tecnologia                                                                                | Abbonati (in milioni)  | Proprietario/i               |
| --------- | ------------ | ----------------------------------------------------------------------------------------- | ---------------------- | ---------------------------- |
| 1         | Digicel      | CdmaOne CDMA2000 1x, CDMA2000 EV-DO GSM-900/1800 850 MHz UMTS, HSPA+ DC-HSDPA LTE Band 17 | 2.2 (giugno 2015)      | Digicel                      |
| 2         | FLOW Jamaica | GSM-850/1900 850 & 1900 MHz UMTS & HSPA+ LTE Band 4                                       | 0.93 (marzo 2017)      | Liberty Global (82%)         |
| 3         | Caricel      | LTE                                                                                       | Non ancora disponibile | Symbiote Investments Limited |

## Grenada
| Posizione | Operatore | Tecnologia                             | Abbonati (in milioni)  | Proprietario/i |
| --------- | --------- | -------------------------------------- | ---------------------- | -------------- |
| 1         | FLOW      | GSM-850 (EDGE) 850/1900 MHz UMTS HSPA+ | Non ancora disponibile | Liberty Global |
| 2         | Digicel   | GSM 900/1800 (EDGE) 2100 MHz UMTS      | Non ancora disponibile | Digicel (100%) |

## Groenlandia
| Posizione | Operatore      | Tecnologia                       | Abbonati (in milioni) | Proprietario/i | MCC / MNC |
| --------- | -------------- | -------------------------------- | --------------------- | -------------- | --------- |
| 1         | TELE Greenland | GSM-900 900 MHz UMTS 800 MHz LTE | 0.01355 (2011)        | TELE Greenland | 29001     |

## Guadalupa, Martinica e Guyana francese
| Posizione | Operatore      | Tecnologia                                         | Abbonati (in milioni) quota di mercato (%) | Proprietario/i       |
| --------- | -------------- | -------------------------------------------------- | ------------------------------------------ | -------------------- |
| 1         | Orange Caraïbe | GSM-900 (GPRS, EDGE) UMTS, HSPA+ 1800/2600 MHz LTE | Non ancora disponibile                     | Orange S.A.          |
| 2         | Digicel        | GSM-900/1800 (GPRS, EDGE) 2100 MHz UMTS, HSDPA     | Non ancora disponibile                     | Digicel (100%)       |
| 3         | SFR Caraïbe    | GSM-900/1800 2100 MHz UMTS, HSDPA LTE              | 15%, 25%, 27% (Q2 2012)                    | Numericable (Altice) |

## Guatemala
| Posizione | Operatore | Tecnologia                                                                                  | Abbonati (in milioni) | Proprietario/i                                        |
| --------- | --------- | ------------------------------------------------------------------------------------------- | --------------------- | ----------------------------------------------------- |
| 1         | Tigo      | GSM-850 (GPRS, EDGE) 850 MHz UMTS, HSPA+ 850 MHz LTE                                        | 9.8 (giugno 2017)     | Millicom (55%)                                        |
| 2         | Claro     | CdmaOne CDMA2000 1x, CDMA2000 EV-DO GSM-900/1900 (GPRS, EDGE) 1900 MHz UMTS, HSPA+          | 5.1 (giugno 2017)     | América Móvil (99.3%)                                 |
| 3         | Movistar  | CdmaOne CDMA2000 1x, CDMA2000 EV-DO GSM-1900 (GPRS, EDGE) 1900 MHz UMTS, HSPA+ 1900 MHz LTE | 4.2 (giugno 2017)     | Telefónica (60%), Corporación Multi Inversiones (40%) |

## Guyana
| Posizione | Operatore    | Tecnologia                  | Abbonati (in milioni) | Proprietario/i                         |
| --------- | ------------ | --------------------------- | --------------------- | -------------------------------------- |
| 1         | Digicel      | GSM-900 EDGE UMTS HSPA+ LTE | 0.305 (giugno 2015)   | Digicel                                |
| 2         | Cellink Plus | GSM-900 HSPA+               | 0.203 (giugno 2015)   | Guyana Telephone and Telegraph Company |

## Haiti
| Posizione | Operatore    | Tecnologia                               | Abbonati (in milioni) | Proprietario/i                                           |
| --------- | ------------ | ---------------------------------------- | --------------------- | -------------------------------------------------------- |
| 1         | Digicel      | GSM-900/1800 (EDGE) 2100 MHz UMTS, HSPA+ | 4.7 (giugno 2015)     | Digicel                                                  |
| 2         | Comcel/Voila | GSM-850                                  | 1.2 (febbraio 2011)   | Trilogy International Partners                           |
| 3         | NATCOM       | GSM-900 2100 MHz UMTS, HSPA 2100 MHz LTE | 0.5 (gennaio 2012)    | 60% owned by Viettel Mobile and 40% by the Haitian State |

## Honduras
| Posizione | Operatore                | Tecnologia                                                    | Abbonati (in milioni) | Proprietario/i       |
| --------- | ------------------------ | ------------------------------------------------------------- | --------------------- | -------------------- |
| 1         | Tigo                     | CdmaOne GSM-850 (GPRS, EDGE) 850 MHz UMTS, HSPA+ 1700 MHz LTE | 4.7 (giugno 2017)     | Millicom (66.7%)     |
| 2         | Claro                    | GSM-1900 (GPRS, EDGE) 1900 MHz UMTS, HSDPA 1700 MHz LTE       | 2.9 (aprile 2016)     | América Móvil (100%) |
| 3         | Tegucel Sulacel Ceibacel | GSM-1900                                                      | 0.07 (aprile 2016)    | HONDUTEL             |

## Isole Cayman
| Posizione | Operatore   | Tecnologia                                        | Abbonati (in milioni)  | Proprietario/i    |
| --------- | ----------- | ------------------------------------------------- | ---------------------- | ----------------- |
| 1         | FLOW Cayman | GSM-850/1900 850 MHz UMTS, HSPA+ 700 MHz LTE      | Non ancora disponibile | Liberty Global    |
| 2         | Digicel     | CdmaOne GSM-900 2100 MHz UMTS, HSPA+ 1800 MHz LTE | Non ancora disponibile | Digicel (96.875%) |

## Isole Falkland
| Posizione | Operatore | Tecnologia | Abbonati (in milioni)  | Proprietario/i |
| --------- | --------- | ---------- | ---------------------- | -------------- |
| 1         | Sure      | GSM-900    | Non ancora disponibile | Batelco        |

## Isole Turks e Caicos
| Posizione | Operatore                                              | Tecnologia                                         | Abbonati (in milioni)  | Proprietario/i |
| --------- | ------------------------------------------------------ | -------------------------------------------------- | ---------------------- | -------------- |
| 1         | Digicel                                                | GSM-900/1800 (GPRS, EDGE) 2100 MHz UMTS, HSPA+ LTE | Non ancora disponibile | Digicel (51%)  |
| 2         | FLOW (which acquired the assets of Islandcom Wireless) | GSM-850 UMTS HSPA+ LTE                             | Non ancora disponibile | Liberty Global |

## Isole Vergini britanniche
| Posizione | Operatore | Tecnologia                                                     | Abbonati (in milioni)  | Proprietario/i            |
| --------- | --------- | -------------------------------------------------------------- | ---------------------- | ------------------------- |
| 1         | CCT       | GSM-850/1900 850 MHz UMTS LTE                                  | Non ancora disponibile | CCT Global Communications |
| 2         | FLOW      | GSM-850/1900 (GPRS, EDGE) 850 MHz UMTS, HSPA+ 700/1900 MHz LTE | Non ancora disponibile | Liberty Global            |
| 3         | Digicel   | GSM-1900 1900 MHz UMTS, HSPA+ 700 MHz LTE                      | Non ancora disponibile | Digicel (85%)             |

## Messico
| Posizione                         | Operatore                         | Tecnologia | Abbonati (in milioni) | Proprietario/i         |
| --------------------------------- | --------------------------------- | --- | --------------------- | ---------------------- |
| 1                                 | Telcel                            | D-AMPS GSM-1900 MHz (GPRS, EDGE) 850/1900 MHz UMTS, HSDPA, HSPA+ 1700 MHz LTE                                            | 73.3 (settembre 2017) | América Móvil (100%)   |
| 2                                 | Movistar                          | GSM-1900 (GPRS, EDGE) 850/1900 MHz UMTS, HSPA+ 1900 MHz LTE                                                              | 25.8 (marzo 2017)     | Telefónica (100%)      |
| 3                                 | AT&T Mexico (Includes Unefon)     | GSM-850/1900 MHz (GPRS) UMTS, HSDPA, HSPA+ 1700 MHz UMTS, HSPA+ 1700 MHz LTE 2G was discontinued as of 31 December 2016. | 12.5 (marzo 2017)     | AT&T Inc.              |
| Operatore virtuali di rete mobile |                                   | |                       |                        |
| 4                                 | Virgin Mobile (utilizza Movistar) | GSM-1900 (GPRS, EDGE) 850/1900 MHz UMTS, HSPA+ 1900 MHz LTE                                                              | 0.802 (marzo 2017)    | Virgin Mobile          |
| 5                                 | QBO Cel (utilizza Movistar)       | GSM-1900 (GPRS, EDGE) 850/1900 MHz UMTS, HSPA+                                                                           | 0.132 (marzo 2017)    | Canaliza Software      |
| 6                                 | weex (utilizza Movistar)          | GSM-1900 (GPRS, EDGE) 850/1900 MHz UMTS, HSPA+ 1900 MHz LTE                                                              | 0.150 (marzo 2017)    | Truu Innovation        |
| 7                                 | Cierto (utilizza Movistar)        | GSM-1900 (GPRS, EDGE) 850/1900 MHz UMTS, HSPA+                                                                           | 0.015 (marzo 2017)    | Teligentia             |
| 8                                 | Maz Tiempo (utilizza Movistar)    | GSM-1900 (GPRS, EDGE) 850/1900 MHz UMTS, HSPA+                                                                           | 0.010 (marzo 2017)    | Maz Tiempo             |
| 9                                 | Oui Móvil (utilizza Telcel)       | GSM-1900 MHz (GPRS, EDGE) 850/1900 MHz UMTS, HSDPA, HSPA+ 1700 MHz LTE                                                   | 0.030 (marzo 2017)    | Telecomunicaciones 360 |
| 10                                | Flash Mobile (utilizza Movistar)  | GSM-1900 (GPRS, EDGE) 850/1900 MHz UMTS, HSPA+ 1900 MHz LTE                                                              | 0.064 (marzo 2017)    | Logística ACN México   |

## Montserrat
| Posizione | Operatore          | Tecnologia              | Abbonati (in milioni)  | Proprietario/i |
| --------- | ------------------ | ----------------------- | ---------------------- | -------------- |
| 1         | FLOW Montserrat    | GSM-850 EDGE UMTS HSPA+ | Non ancora disponibile | Liberty Global |
| 2         | Digicel Montserrat | GSM EDGE UMTS HSPA+ LTE | Non ancora disponibile | Digicel Group  |

## Nicaragua
| Posizione | Operatore               | Tecnologia                                                                           | Abbonati (in milioni) | Proprietario/i                                        |
| --------- | ----------------------- | ------------------------------------------------------------------------------------ | --------------------- | ----------------------------------------------------- |
| 1         | Claro (formerly Enitel) | GSM-1900 (GPRS, EDGE) 850 MHz UMTS, HSPA+ 1700 MHz LTE                               | 3.67 (dicembre 2013)  | América Móvil (99.6%)                                 |
| 2         | Movistar                | D-AMPS CdmaOne CDMA2000 1x GSM-850 (GPRS, EDGE 850/1900 MHz UMTS, HSDPA 1900 MHz LTE | 3.14 (dicembre 2013)  | Telefónica (60%), Corporación Multi Inversiones (40%) |

## Panama
| Posizione | Operatore        | Tecnologia                                                                              | Abbonati (in milioni) | Proprietario/i                                        |
| --------- | ---------------- | --------------------------------------------------------------------------------------- | --------------------- | ----------------------------------------------------- |
| 1         | Cable & Wireless | GSM-850 (GPRS, EDGE) 850 MHz UMTS, HSDPA, HSPA+ 700 MHz LTE (Band 28)                   | 1.78 (marzo 2017)     | Cable & Wireless (49%)                                |
| 2         | Movistar         | GSM-850 (GPRS, EDGE) 850/1900 MHz UMTS, HSDPA, HSPA+ 700 MHz LTE (Band 28)              | 0.939 (dicembre 2006) | Telefónica (60%), Corporación Multi Inversiones (40%) |
| 3         | Claro            | GSM-1900 (GPRS, EDGE) 850/1900 MHz UMTS, HSDPA, HSPA+ 700/1900 MHz LTE (Band 28/Band 2) | Available             | América Móvil (100%)                                  |
| 4         | Digicel          | GSM-1900 (GPRS, EDGE) 850/1900 MHz UMTS, HSDPA, HSPA+ 700 MHz LTE (Band 28)             | Available             | Digicel                                               |

## Paraguay
| Posizione | Operatore | Tecnologia                                                    | Abbonati (in milioni) | Proprietario/i                  |
| --------- | --------- | ------------------------------------------------------------- | --------------------- | ------------------------------- |
| 1         | Tigo      | GSM-850/1900 (GPRS, EDGE) 850 MHz UMTS, HSDPA 1700 MHz LTE    | 3.2 (giugno 2017)     | Millicom (100%)                 |
| 2         | Personal  | GSM-850 (GPRS, EDGE) 850/1900 MHz UMTS, DC-HSPA+ 1900 MHz LTE | 2.4 (novembre 2015)   | ABC Color and Telecom Argentina |
| 3         | Claro     | GSM-1900 (GPRS, EDGE) 1900 MHz UMTS, HSPA+ 1700 MHz LTE       | 0.8 (novembre 2015)   | América Móvil (100%)            |
| 4         | VOX       | GSM-850/1900 (GPRS, EDGE) 900 MHz UMTS, HSPA+ 1700 MHz LTE    | 0.36 (novembre 2015)  | COPACO S.A.                     |

## Perù
| Posizione                         | Operatore                                   | Tecnologia                                                                                        | Abbonati (in milioni) | Proprietario/i       |
| --------------------------------- | ------------------------------------------- | ------------------------------------------------------------------------------------------------- | --------------------- | -------------------- |
| 1                                 | Movistar                                    | D-AMPS CdmaOne, CDMA2000 1x, CDMA2000 EV-DO GSM-850 (GPRS, EDGE) 850 MHz UMTS, HSPA+ 1700 MHz LTE | 15.0 (marzo 2017)     | Telefónica (98.57%)  |
| 2                                 | Claro (precedentemente TIM)                 | GSM-1900 (GPRS, EDGE) 1900 MHz UMTS, HSPA+ 1900 MHz LTE                                           | 12.2 (settembre 2017) | América Móvil (100%) |
| 3                                 | Entel (precedentemente Nextel)              | iDEN 1900 MHz UMTS, HSDPA 1700 MHz LTE                                                            | 5.9 (marzo 2017)      | Entel Chile          |
| 4                                 | Bitel (precedentemente Viettel Peru S.A.C.) | 1900 MHz UMTS, HSPA+ 900 MHz LTE                                                                  | 4.6 (marzo 2017)      | Viettel Mobile       |
| Operatore virtuali di rete mobile |                                             |                                                                                                   |                       |                      |
| 5                                 | Cuy Móvil (utilizza Claro)                  |                                                                                                   |                       | Cuy Móvil            |

## Porto Rico e Isole Vergini Americane
| Posizione                         | Operatore             | Tecnologia | Abbonati (in milioni) | Proprietario/i                          |
| --------------------------------- | --------------------- | --- | --------------------- | --------------------------------------- |
| 1                                 | AT&T                  | 850/1900 MHz UMTS, HSDPA, HSUPA, HSPA, HSPA+ 700/850/1700/1900/2300 MHz LTE, LTE-A 2G è stato sospeso dal 31 dicembre 2016. | 1.5 (maggio 2013)     | AT&T Inc.                               |
| 2                                 | Claro                 | GSM-850/1900 (GPRS, EDGE) 850/1900 MHz UMTS, HSDPA, HSUPA, HSPA, HSPA+ 700 1700AWS MHz LTE                                  | 1.4 (novembre 2018)   | América Móvil (100%)                    |
| 3                                 | T-Mobile              | GSM-1900 (GPRS, EDGE) AWS UMTS, HSDPA, HSUPA, HSPA, HSPA+ 1700 MHz LTE 600 MHz 5G NR                                        | ?                     | Deutsche Telekom                        |
| 4                                 | Sprint                | CdmaOne CDMA2000 1xRTT, EV-DO Rev 0, Rev A 1900 MHz LTE                                                                     | ?                     | SoftBank Corporation (78%)              |
| 5                                 | Open Mobile           | CdmaOne CDMA2000 1xRTT, EV-DO Rev 0, Rev A 700 MHz LTE                                                                      | 0.265 (dicembre 2009) | M/C Venture Partners e Columbia Capital |
| 6                                 | Choice Communications | GSM, EDGE850MHz, UMTS, HSPA, CDMA, EVDO 1900 MHz                                                                            | ?                     | Atlantic Tele-Network                   |
| Operatore virtuali di rete mobile |                       | |                       |                                         |
| 7                                 | TracFone Wireless     | CdmaOne CDMA2000 1xRTT GSM (GPRS)                                                                                           | ?                     | América Móvil (98.2%)                   |

1. Attualmente non è possibile determinare i numeri degli abbonati Sprint, T-Mobile e TracFone senza gli abbonati degli Stati Uniti.

## Repubblica Dominicana
| Posizione | Operatore                                    | Tecnologia                                                                                             | Abbonati (in milioni) | Proprietario/i                 |
| --------- | -------------------------------------------- | --- | --------------------- | ------------------------------ |
| 1         | Claro (precedentemente CODETEL)              | CdmaOne CDMA2000 1x GSM-850/1900 (GPRS, EDGE) 850 MHz UMTS, HSDPA 1700 MHz LTE                         | 4.9 (dicembre 2018)   | América Móvil (100%)           |
| 2         | Altice GSM (precedentemente Orange e Tricom) | CdmaOne GSM-1800/1900 (GPRS, EDGE) CDMA2000 1x CDMA2000 EV-DO 900 MHz UMTS, DC-HSPA+ 1800-1900 MHz LTE | 3.3 (dicembre 2018)   | Altice Hispaniola              |
| 3         | Viva                                         | CdmaOne CDMA2000 1x, CDMA2000 EV-DO GSM-1900 (GPRS, EDGE)                                              | 0.6 (dicembre 2018)   | Trilogy International Partners |

## Saint Kitts e Nevis
| Posizione | Operatore | Tecnologia                            | Abbonati (in milioni)  | Proprietario/i |
| --------- | --------- | ------------------------------------- | ---------------------- | -------------- |
| 1         | FLOW      | GSM-850/1900 UMTS & HSPA+ 700 MHz LTE | Non ancora disponibile | Liberty Global |
| 2         | Digicel   | GSM 900/1800 2100 MHz UMTS, HSPA+     | Non ancora disponibile | Digicel        |

## Saint Vincent e Grenadine
| Posizione | Operatore | Tecnologia                 | Abbonati (in milioni)  | Proprietario/i |
| --------- | --------- | -------------------------- | ---------------------- | -------------- |
| 1         | FLOW      | GSM-850 (GPRS) UMTS, HSPA+ | Non ancora disponibile | Liberty Global |
| 2         | Digicel   | GSM 900/1800 2100 MHz UMTS | Non ancora disponibile | Digicel        |

## Santa Lucia
| Posizione | Operatore | Tecnologia                               | Abbonati (in milioni)  | Proprietario/i   |
| --------- | --------- | ---------------------------------------- | ---------------------- | ---------------- |
| 1         | FLOW      | GSM-850 UMTS, HSPA+ 700 MHz LTE          | Non ancora disponibile | Liberty Global   |
| 2         | Digicel   | GSM 900/1800 (EDGE) 2100 MHz UMTS, HSPA+ | Non ancora disponibile | Digicel (91.02%) |

## Stati Uniti
| Posizione | Operatore                                                    | Tecnologia | Abbonati (in milioni) | Proprietario/i                   |
| --------- | ------------------------------------------------------------ | --- | --------------------- | -------------------------------- |
| 1         | AT&T Mobility •Include Cricket Wireless e Consumer Cellular  | 850/1900 MHz UMTS, HSDPA, HSUPA, HSPA, HSPA+ 700/850/1700/1900/2300 MHz LTE, LTE-A 39000 MHz 5G NR 2G è stato sospeso il 31 dicembre 2016. | 159.7 (Q2 2019)       | AT&T Inc.                        |
| 2         | Verizon Wireless                                             | CdmaOne CDMA2000 1xRTT EV-DO Rev 0, Rev A 700/850/1700/1900 MHz LTE 28000 MHz 5G NR                                                        | 155.7 (Q1 2019)       | Verizon Communications           |
| 3         | T-Mobile US •Include Metro by T-Mobile                       | GSM-1900 (GPRS, EDGE) 1700/1900 MHz UMTS, HSDPA, HSUPA, HSPA, HSPA+ 600/700/1700/1900 MHz LTE, LTE-A 600/24000/28000 MHz 5G NR             | 83.1 (Q2 2019)        | Deutsche Telekom (66%)           |
| 4         | Sprint Corporation •Include Boost Mobile e Virgin Mobile USA | CdmaOne CDMA2000 1xRTT, 1x Advanced, EV-DO Rev 0, Rev A 800/1900 MHz FD-LTE, LTE-A 2500 MHz TD-LTE, LTE-A 2500 MHz 5G NR                   | 54.5 (Q1 2019)        | SoftBank Corporation (84.9%)     |
| 5         | U.S. Cellular                                                | CdmaOne CDMA2000 1xRTT, EV-DO Rev 0, Rev A 700/850/1700(AWS)/1900 MHz LTE                                                                  | 4.957 (Q3 2019)       | Telephone and Data Systems (82%) |

1. I numeri di abbonati di AT&T, Sprint, e T-Mobile includono Porto Rico e le Isole Vergini americane.

## Suriname
| Posizione | Operatore | Tecnologia                                                          | Abbonati (in milioni)  | Proprietario/i  |
| --------- | --------- | ------------------------------------------------------------------- | ---------------------- | --------------- |
| 1         | Telesur   | GSM-900/1800 MHz (GPRS, EDGE) 2100 MHz UMTS, HSPA+ 700/1800 MHz LTE | Non ancora disponibile | Telesur         |
| 2         | Digicel   | GSM-900/1800 MHz (GPRS, EDGE) 850 MHz UMTS, HSPA+                   | Non ancora disponibile | Digicel (87.7%) |

## Trinidad e Tobago
| Posizione | Operatore | Tecnologia                                                                                              | Abbonati (in milioni) | Proprietario/i                                                  |
| --------- | --------- | --- | --------------------- | --------------------------------------------------------------- |
| 1         | Digicel   | GSM, GPRS, EDGE-850/1900, UMTS, HSPA+, DC-HSPA+- 850/1900, LTE, LTE-A-1700/1900                         | 1.35 (2016)           | Digicel (100%)                                                  |
| 2         | bmobile   | GSM, GPRS, EDGE-850/1900, UMTS, HSPA+, DC-HSPA+-850/1900, LTE, LTE-A-1900/(2500 for FWB), NR-2500 (FWB) | 1.2 (2016)            | Cable & Wireless (49%), Government of Trinidad and Tobago (51%) |

## Uruguay
| Posizione | Operatore | Tecnologia                                             | Abbonati (in milioni) | Proprietario/i        |
| --------- | --------- | ------------------------------------------------------ | --------------------- | --------------------- |
| 1         | Antel     | 1800 MHz GSM 2100 MHz UMTS, HSPA+ 1700 MHz LTE         | 2.84 (giugno 2018)    | Posseduta dallo stato |
| 2         | Movistar  | 850/1900 MHz GSM 850/1900 MHz UMTS, HSPA+ 1900 MHz LTE | 1.66 (giugno 2018)    | Telefónica (100%)     |
| 3         | Claro     | 1900 MHz GSM 1900 MHz UMTS, HSPA+ 1700 MHz LTE         | 0.83 (giugno 2018)    | América Móvil (100%)  |

## Venezuela
| Posizione | Operatore   | Tecnologia | Abbonati (in milioni) | Proprietario/i    |
| --------- | ----------- | --- | --------------------- | ----------------- |
| 1         | Movilnet    | D-AMPS CdmaOne CDMA2000 1x, CDMA2000 EV-DO Rev. 0 GSM-850 (GPRS, EDGE) 1900 MHz UMTS, HSDPA 1700/2100 MHz LTE (Jan. 2017) | 8.85 (dicembre 2018)  | CANTV             |
| 2         | Movistar    | GSM-850 (GPRS, EDGE) 1900 MHz UMTS, HSPA, HSPA+ 1700/2100 MHz LTE                                                         | 8.84 (dicembre 2018)  | Telefónica (100%) |
| 3         | Digitel GSM | GSM-900 (GPRS, EDGE) 900 MHz UMTS HSDPA HSUPA HSPA+, 1800 MHz LTE                                                         | 3.04 (dicembre 2018)  | Telvenco          |